# Choi Min-young
Dans ce nom coréen, le nom de famille, Choi, précède le nom personnel.
Choi Min-young (hangeul : 최민영 ; hanja : 崔民英 ; RR : Choe Minyeong ; MR : Ch'oe Minyŏng) est un acteur sud-coréen, né le 9 octobre 2002 à Séoul.
Il est notamment connu pour ses rôles dans les séries télévisées sud-coréennes The Promise (en) (2016), Twenty-Five Twenty-One (2022) et dans la série télévisée XO, Kitty (2023) sur Netflix.

## Biographie

### Jeunesse
Choi Min-young naît le 9 octobre 2002 à Séoul. Jeune, il fréquente l'université Dankook (단국대학교) à Yongin, dans la province du Gyeonggi.

### Carrière
En 2014, à douze ans, Choi Min-young commence sa carrière à la télévision, où il apparaît dans un épisode de la série The Magic Thousand-Character Classic (마법 천자문) sur le réseau KBS 2TV, ainsi qu'au cinéma, dans le film dramatique I Want to Talk to You (너에게 하고 싶은 말) qui n'a jamais été sorti dans les salles sud-coréennes.
En 2017, il apparaît également dans les séries Strong Woman Do Bong-soon (힘쎈여자 도봉순), Mr. Sunshine (미스터 션샤인, 2018) et Itaewon Class (이태원 클라쓰, 2020).
En février 2022, il attire l'attention des spectateurs avec son rôle de Baek Yi-hyun dans Twenty-Five Twenty-One (스물다섯 스물하나), diffusée sur TVN. En mars, il signe un contrat avec Saram Entertainment (en) (사람엔터테인먼트), une agence de gestion d’artistes sud-coréenne. En avril, il est choisi pour un rôle principal dans la série américaine XO, Kitty (2023) pour Netflix,.

## Filmographie

### Cinéma

#### Longs métrages
- 2014 : I Want to Talk to You (너에게 하고 싶은 말) de Park Han-wool : Kang Joon-seok (jamais distribué dans les salles[2])

Prochainement
- Dream Palace (드림팰리스) de Ka Sung-moon : Dong-wook

### Télévision

#### Séries télévisées
- 2014 : The Magic Thousand-Character Classic (마법 천자문) : un garçon
- 2016 : The Promise (en) (천상의 약속) : Kang Tae-joon, jeune
- 2016 : Choco Bank (en) (초코 뱅크) : Dal-soo, jeune
- 2016 :  Memory (en) (기억) : Kim Myung-soo
- 2016 : Entertainer (en) (딴따라) : Lee Gyeong-soo
- 2016 : Lucky Romance (en) (운빨로맨스) : Min-jae
- 2016 : W (더블유) : le frère cadet de Kang Cheol
- 2017 : Strong Woman Do Bong-soon (힘쎈여자 도봉순) : In Guk-doo, jeune
- 2017 : Chicago Typewriter (시카고 타자기) : Han Se-joo, jeune
- 2017 : Queen for Seven Days (en) (7일의 왕비) : Seo Noh, jeune
- 2017 : Two Cops (série télévisée) (en) (투깝스) : Tak Jae-hee, jeune
- 2018 : Radio Romance (en) (라디오 로맨스) : Woo Ji-woo
- 2018 : Mr. Sunshine (미스터 션샤인) : Goo Dong-mae, jeune
- 2018 : Your Honor (en) (친애하는 판사님께) : Han Soo-ho et Han Gang-ho, jeunes
- 2019 : Confession (en) (자백) : Joon-hwan
- 2020 : Itaewon Class (이태원 클라쓰) : Jang Dae-hee, jeune
- 2021 : You Are My Spring (너는 나의 봄) : Chae Joon, jeune
- 2022 : Twenty-Five Twenty-One (스물다섯 스물하나) : Baek Yi-hyun
- depuis 2023 : XO, Kitty : Dae
- 2025 : Héros fragile (약한영웅 Class 2) : Seo Joon-tae

### Récompense
- DIMF Musical Star 2020 : grand prix (première place)[6]

### Nomination
- KBS Drama Awards 2016 : meilleur acteur débutant dans The Promise[7]